# Europäisches Kulturerbe-Siegel
Das Europäische Kulturerbe-Siegel (englisch European Heritage Label, französisch Label Patrimoine Européen) ist eine staatliche Auszeichnung für Kulturdenkmale, Kulturlandschaften oder Gedenkstätten, die auf europäischer Ebene als bedeutend erachtet werden. Sie entstand 2006 aus einer zwischenstaatlichen Initiative europäischer Staaten und wurde 2011 in eine EU-Initiative mit aktualisierten Kriterien umgewandelt.

## Zwischenstaatliche Initiative (2006–2011)

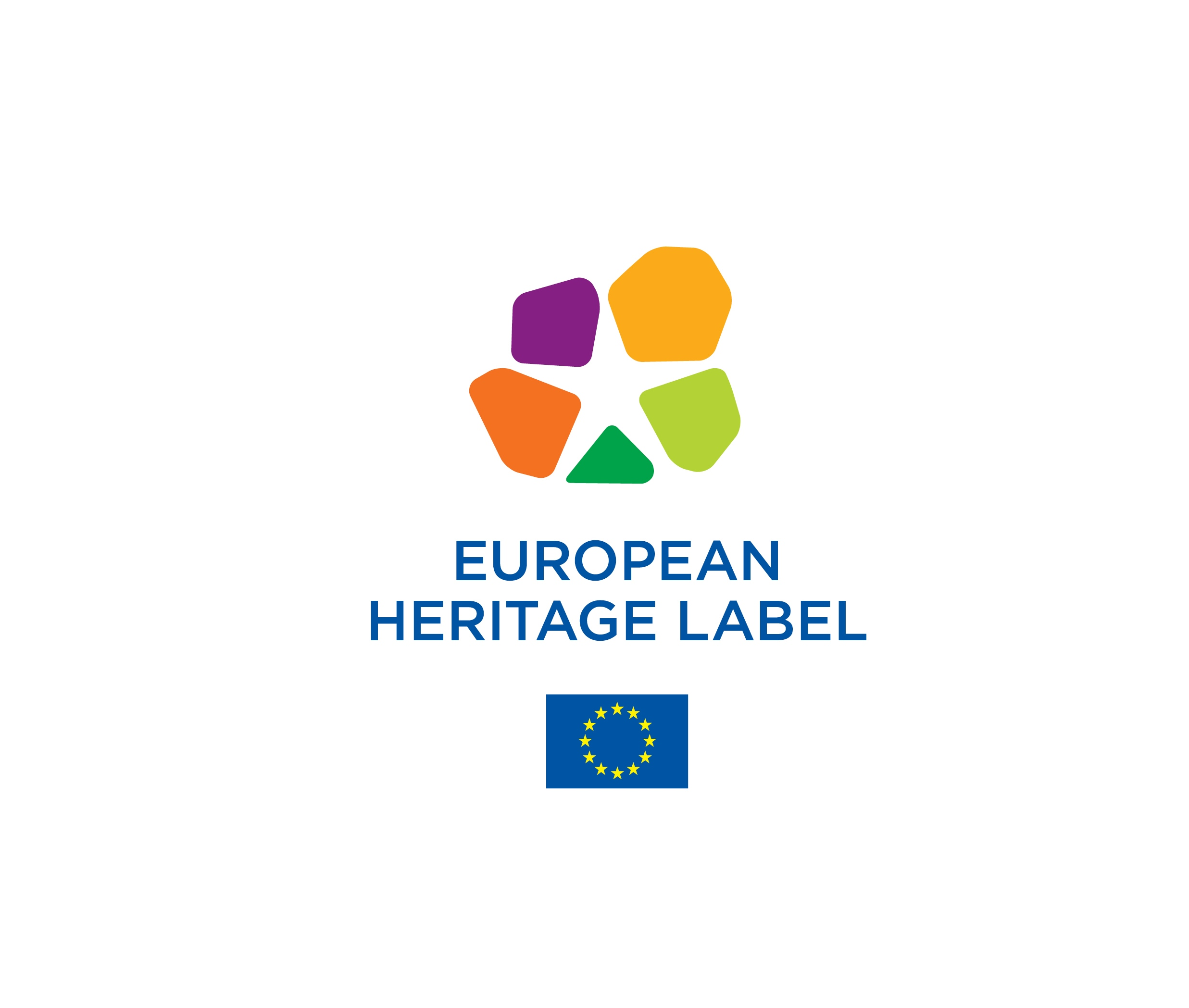
Europäisches Kulturerbe-Siegel (aktuelle, englische Version)

Die Initiative für ein „Europäisches Kulturerbe-Siegel“ ging am 28. April 2006 zunächst von einzelnen Staaten der Europäischen Union bei einem Treffen in Granada (Spanien) aus; insbesondere Frankreich, sowie Spanien, Ungarn, Portugal und Griechenland. Unmittelbarer Anlass waren die gescheiterten Volksabstimmungen in den EU-Mitgründungsstaaten Frankreich und Niederlande über eine gemeinsame Verfassung der EU im Jahre 2005, nach denen das Bewusstsein der Bevölkerung für Europa gestärkt werden sollte.
Der Rat der Europäischen Union hat am 20. November 2008 diese Initiative unterstützt und die EU-Kommission aufgefordert, einen Vorschlag für die Schaffung eines Europäischen Kulturerbe-Siegels durch die EU zu unterbreiten und die praktischen Modalitäten für die Durchführung dieses Projekts festzulegen. Der Initiative schlossen sich weitere Länder der EU sowie die Schweiz als Nichtmitglied an, insgesamt 18 Staaten. Seither vergaben diese Länder das Siegel an Stätten „mit grenzüberschreitendem oder gesamteuropäischem Charakter“. Die Länder wählten die materiellen oder immateriellen Kulturgüter jeweils in eigener Verantwortung aus, die Maßstäbe waren dabei von Land zu Land unterschiedlich. Das Sekretariat der Initiative war seit 2010 beim Kulturministerium Spaniens angesiedelt.

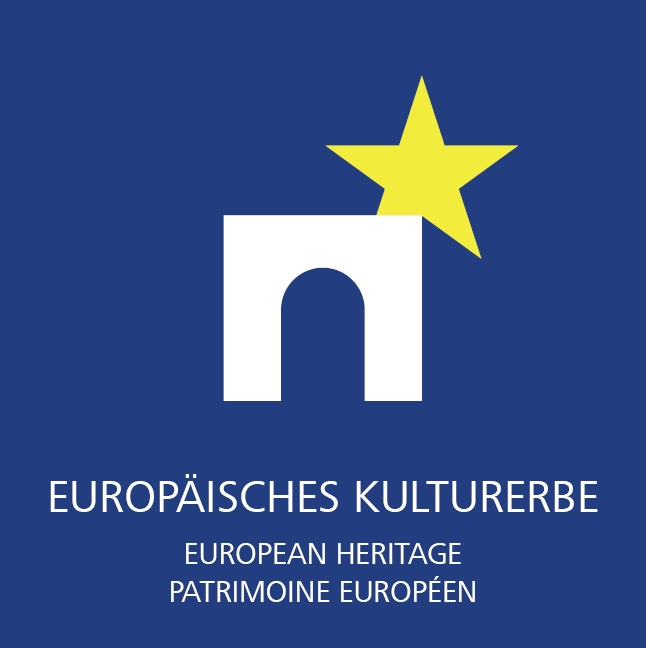
Siegel „Europäisches Kulturerbe“ (deutsche Version).
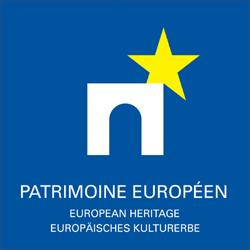
Siegel „Europäisches Kulturerbe“ (französische Version)
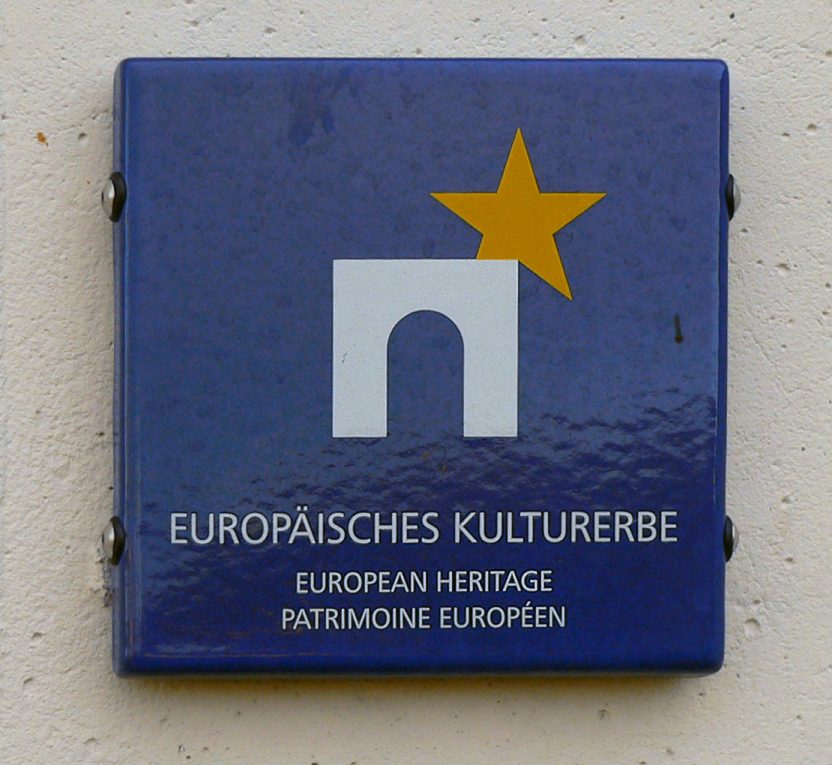
Schild am Grenzdenkmal Hötensleben als Teil der Gedenkstätte Deutsche Teilung Marienborn

### Ausgezeichnete Stätten nach dem alten System

#### Belgien

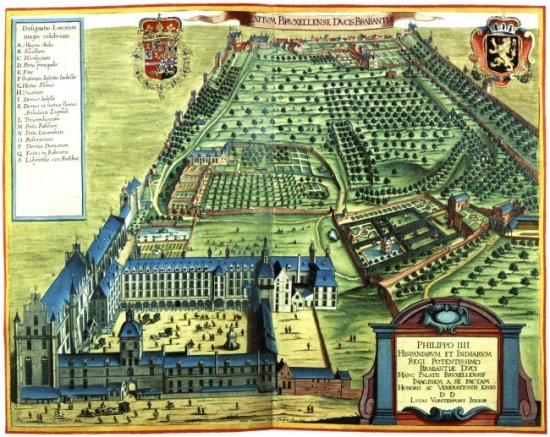
Der Palast von Coudenberg, Belgien.

- Fürstbischöflicher Palast in Lüttich (Wallonien)
- Steinzeug aus Raeren (Deutschsprachige Gemeinschaft)
- Archäologische Ausgrabungsstätte Ehemaliger Palast in Brüssel-Coudenberg
- Archäologische Ausgrabungsstätte Historische Siedlung von Ename (Flandern)

#### Bulgarien
- Archäologische Stätte Debeltus bei Burgas
- Wassil-Lewski-Denkmal in Karlowo
- Historisches und Architektur-Ensemble Stadtkern Russe
- Musikzentrum „Boris Christoff“ in Sofia

#### Deutschland
- Netzwerk Stätten des Eisernen Vorhanges: Deutsch-Deutsches Museum Mödlareuth, Erinnerungsstätte Notaufnahmelager Marienfelde, Gedenkstätte Deutsche Teilung Marienborn mit Grenzdenkmal Hötensleben, Gedenkstätte Berliner Mauer, Glienicker Brücke, Grenzlandmuseum Eichsfeld, Leipzig Innenstadtring, Gedenkstätte Museum in der „Runden Ecke“, Nikolaikirche Leipzig, Point-Alpha-Stiftung, Schloss Cecilienhof, Villa Schöningen, Regierungsbunker
- Netzwerk Stätten der Reformation (20 wichtige Stätten)[4][5]: u. a. Kirche St. Michael in Schwäbisch Hall, Lutherstädte Eisleben, Wittenberg und Mansfeld

#### Frankreich
- Abtei Cluny

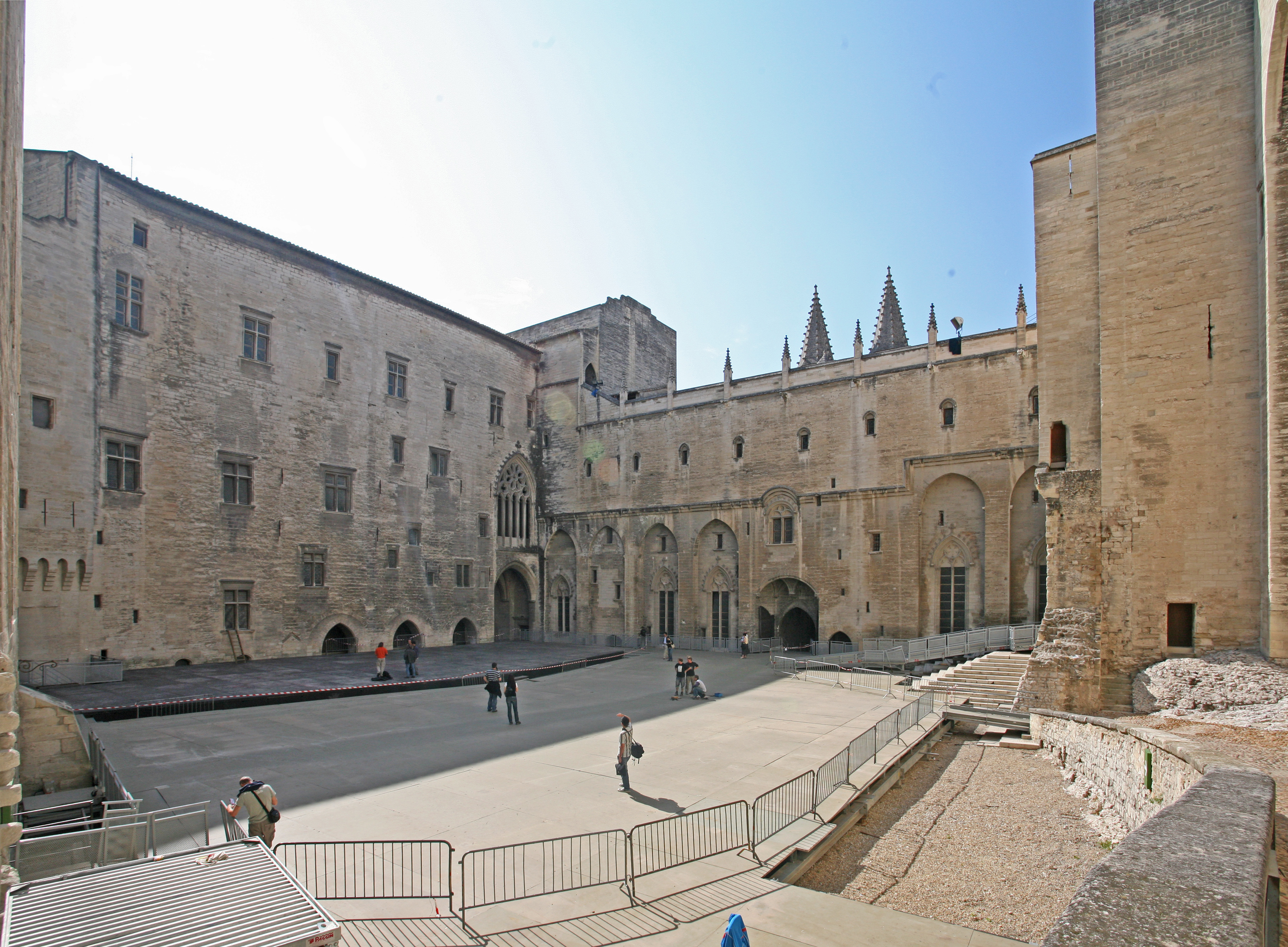
Ehrenhof des Papstpalastes in Avignon, Frankreich.

- Wohnhaus von Robert Schuman (ehem. Präsident des Europäischen Parlaments, gilt als einer der Gründervater der Europäischen Union) in Scy-Chazelles (bei Metz)
- Ehrenhof des Papstpalastes in Avignon

#### Griechenland
- Akropolis in Athen
- Palast von Knossos, Kreta
- Archäologische Stätte von Poliochni
- Byzantinische Ausgrabungsstätte von Monemvasia

#### Italien
- Kapitolsplatz in Rom
- Insel Ventotene

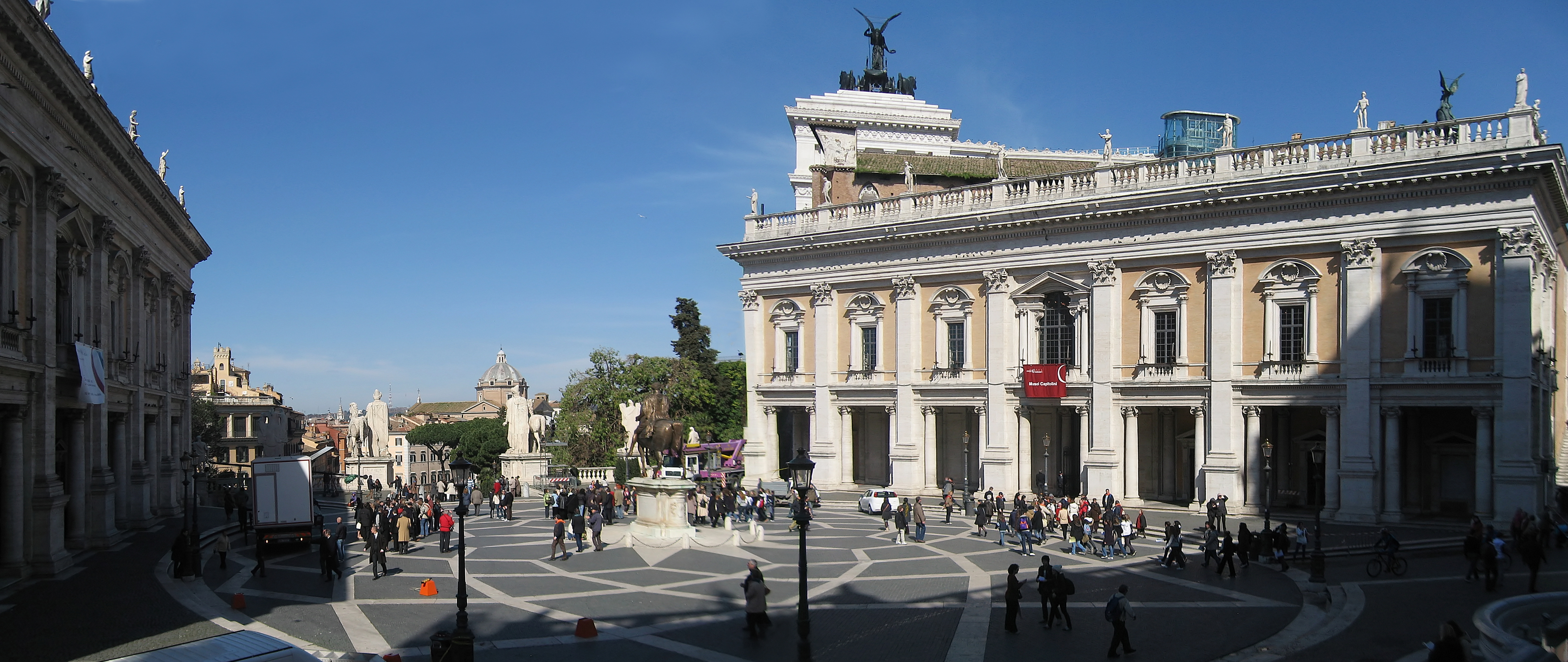
Kapitolsplatz in Rom, Italien.

- Museums-Geburtshäuser von Puccini, Rossini und Verdi
- Museums-Geburtshaus von Alcide de Gasperi in Pieve Tesino

#### Lettland

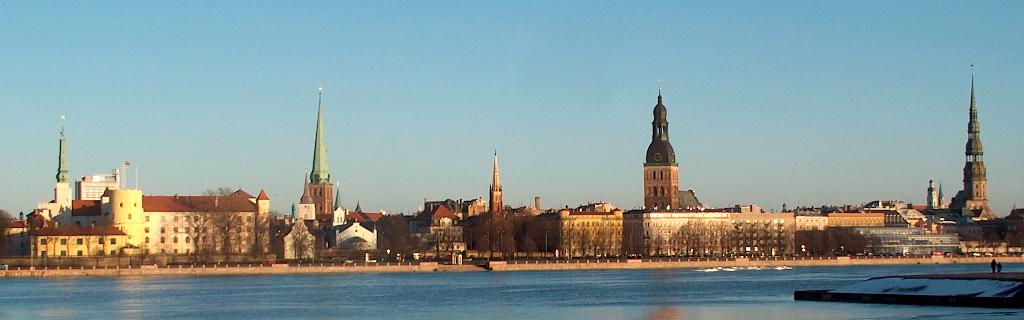
Panorama von Riga, Lettland.

- Historischer Stadtkern von Riga
- Schloss Rundāle (ehem. Ruhenthal)
- Stadt Kuldīga (ehem. Goldingen)

#### Litauen

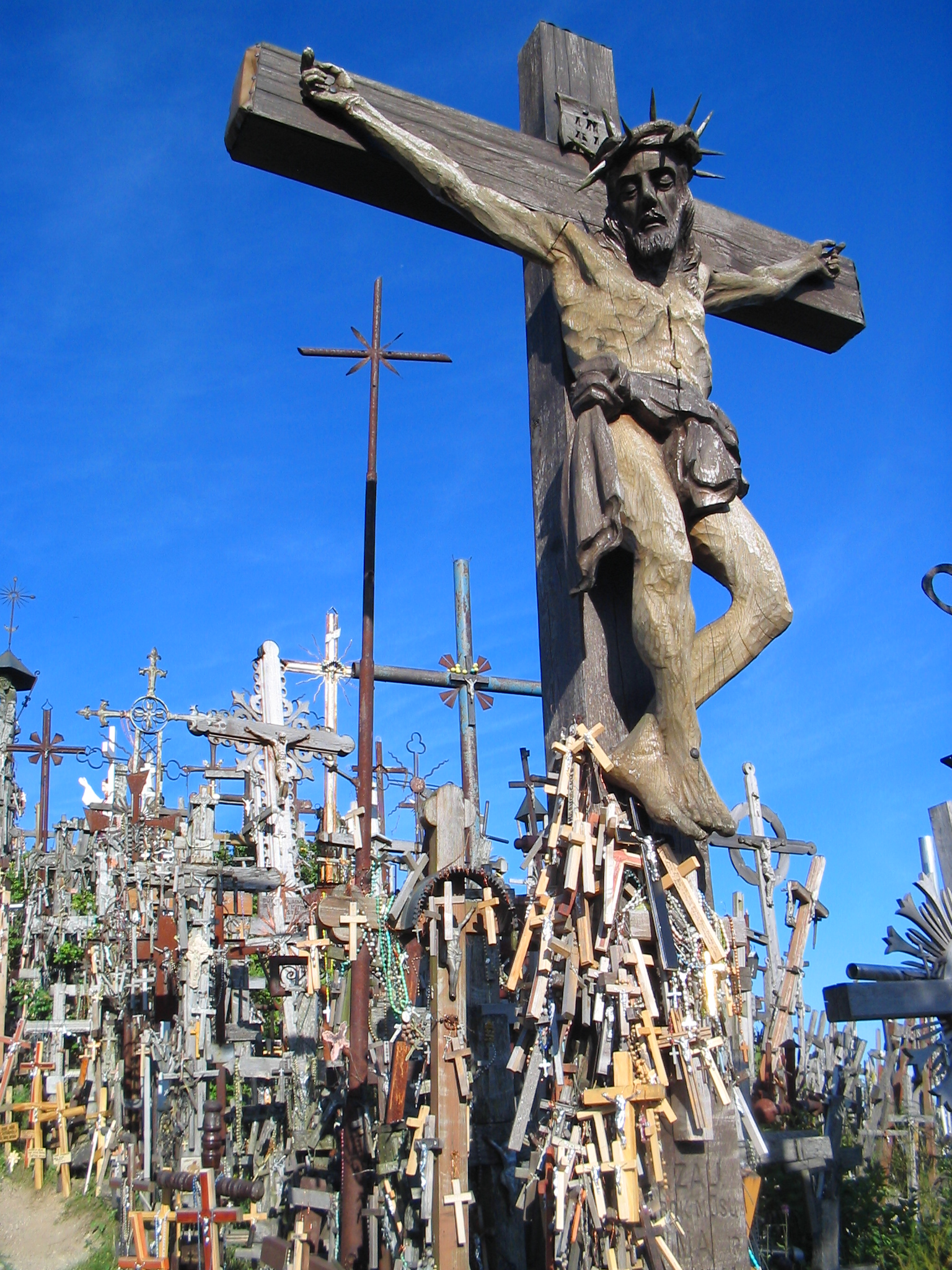
Berg der Kreuze, Litauen.

- Werke des Komponisten und Malers Mikalojus Konstantinas Čiurlionis
- Historisches Stadtzentrum von Kaunas
- Heilige Wälder von Samogitien und der Berg der Kreuze
- Museum der Opfer des Genozids (zwischen 1940 und 1991) in Vilnius

#### Malta
- Katakomben von Rabat

#### Polen
- Schiffswerften in Danzig
- Hügel Lech (mit Kathedrale, Kirche, Episkopalpalast und Museum) in Gniezno
- Kathedrale St. Stanislaus und St. Wenzeslaus auf dem Wawel-Hügel in Krakau
- Stadtzentrum von Lublin im Zusammenhang mit der Union von Lublin

#### Portugal
- Kathedrale Sé Velha in Braga

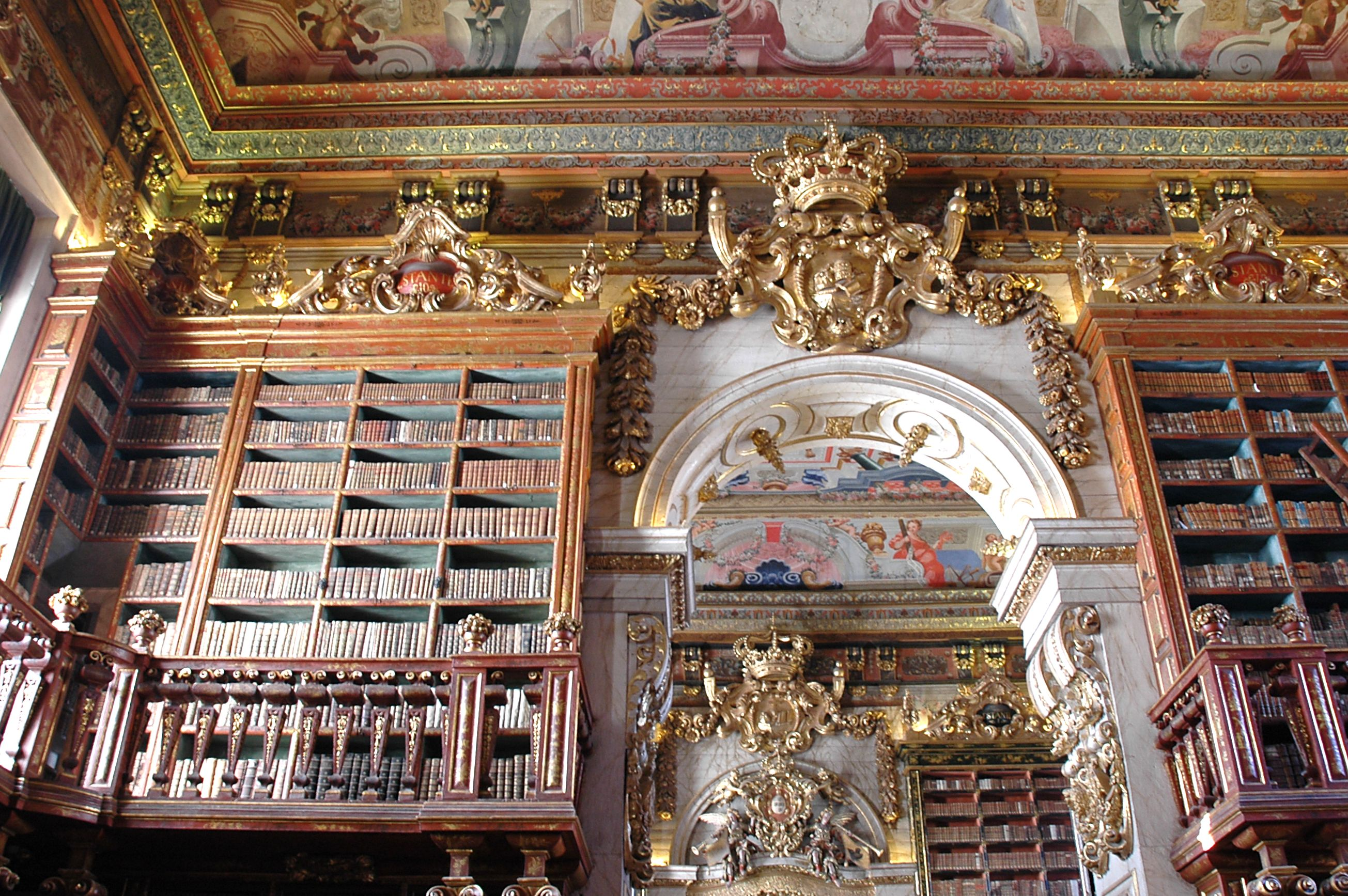
Universitätsbibliothek Coimbra, Portugal.

- Convento de Jesus (Kloster und Klosterkirche) in Setúbal
- Bibliothek der Universität Coimbra
- Abschaffung der Todesstrafe

#### Rumänien
- Archäologische Stätte von Histria
- Palast der Phanariotendynastie der Cantacuzino in Bukarest
- Rumänisches Athenäum in Bukarest
- Brâncuși-Ensemble in Târgu Jiu

#### Schweiz

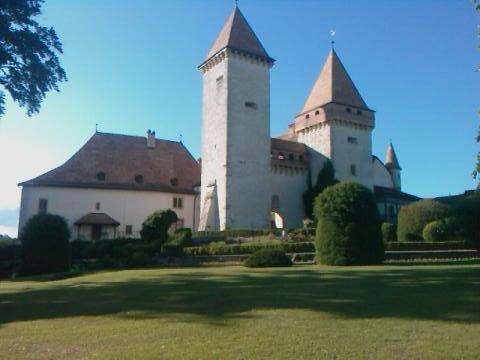
Schloss La Sarraz, Schweiz.

- Kathedrale St. Peter in Genf
- Schloss La Sarraz
- Hospiz St. Gotthard

#### Slowakei
- Vorrömische religiöse Bauten: Kirche Sankt Margarete in Kopčany und Kirche Sankt Georg in Kostoľany pod Tribečom
- Burg Červený Kameň
- Stadtzentrum von Brezová pod Bradlom
- Mincovňa Kremnica[6]

#### Slowenien
- Friedhof Žale, Ljubljana
- Partisanenlazarett Franja in Dolenji Novaki
- Heiligengeistkirche in Javorca (bei Tolmin)

#### Spanien
- Archiv der Krone Aragon
- Königliches Kloster von Yuste
- Kap Finisterre
- Residencia de Estudiantes (Studentenheim, erstes Kulturzentrum Spaniens) in Madrid

#### Tschechische Republik

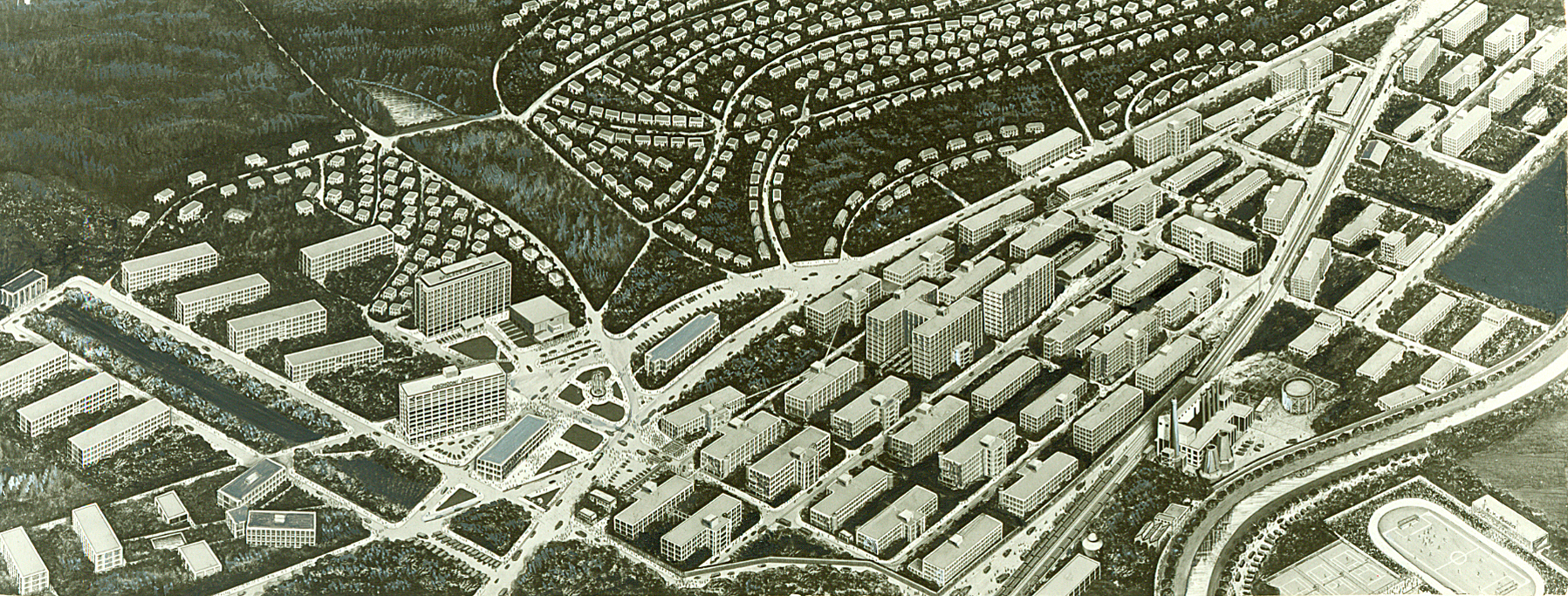
Zlín, Tschechische Republik.

- Schloss Kynžvart in Kynžvart (Königswart)
- Antonín-Dvořák-Gedenkstätte in Vysoká u Příbramě
- Industriegebiet von Zlín (Schuhfabrik Baťa)
- Kohlebergwerk in Vítkovice, Ostrau

#### Ungarn
- Festung Szigetvár

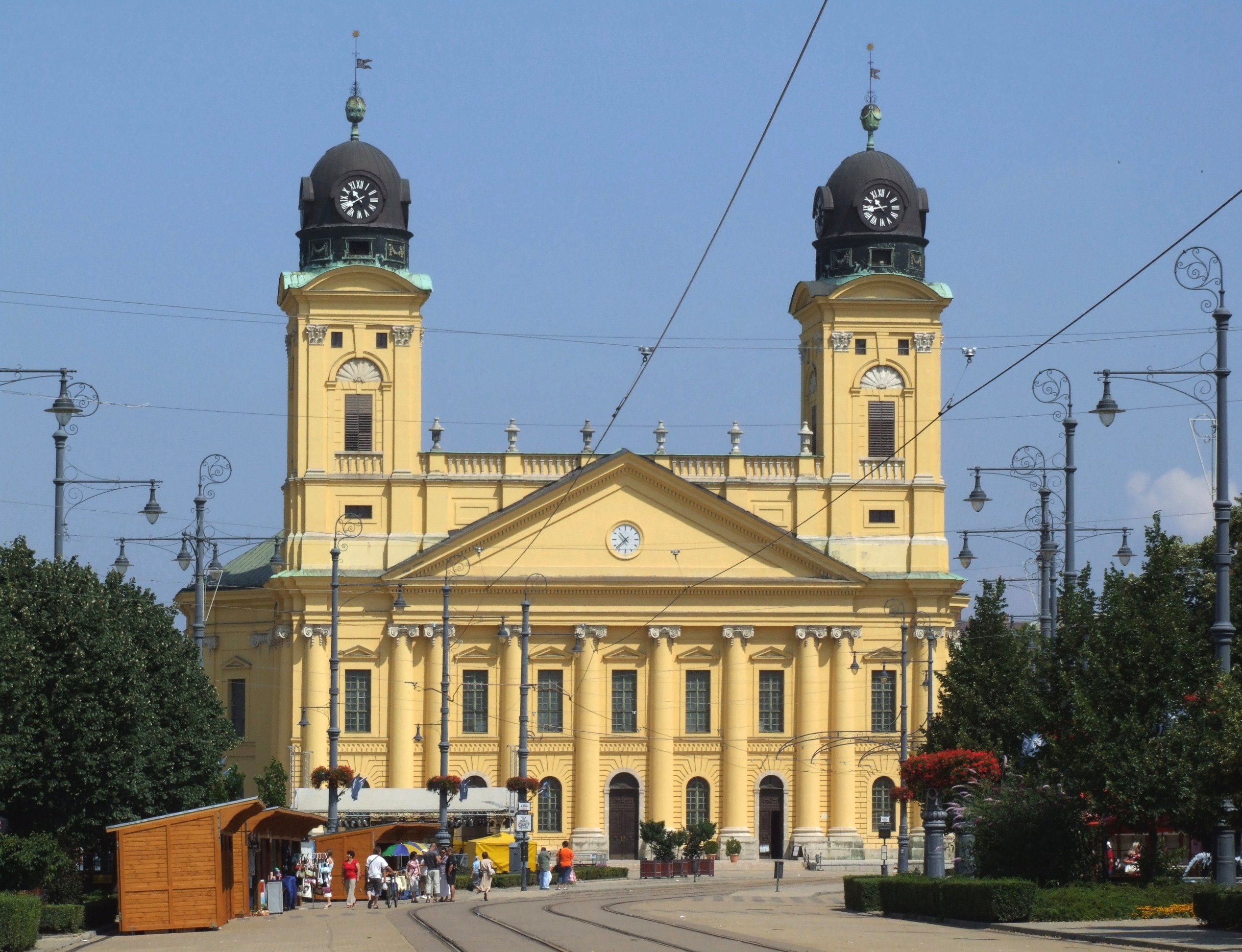
Große Reformierte Kirche in Debrecen, Ungarn.

- Reformierte Kirche und Reformiertes Kolleg in Debrecen
- Königsburg in Visegrád
- Königsburg in Esztergom

#### Zypern
- Befestigungen von Nikosia
- Burg Kolossi
- Archäologische Stätte von Kourion
- Ring von sechs Kirchen mit byzantinischen und nachbyzantinischen Fresken in der Region Troodos

## Umwandlung in eine EU-Initiative ab 2010
Im März 2010 schlug die Europäische Kommission die Umwandlung der bisher von Einzelstaaten getragenen Initiative in eine formelle EU-Initiative vor.
Die bisherigen Maßstäbe sollten nach dem Vorschlag durch europaweit einheitliche Kriterien ersetzt werden. Außerdem sollten die Kriterien verändert werden, um nicht mit bereits bestehenden ähnlichen Initiativen wie dem „UNESCO-Welterbe“ oder den „Kulturwegen Europas“ des Europarates zu konkurrieren, die das Siegel lediglich ergänzen soll. Doppelauszeichnungen sollen weitgehend vermieden werden.
Ausgezeichnet werden sollen nunmehr solche Stätten, die „Symbole und Beispiele der europäischen Einigung, der Ideale und der Geschichte der EU sind“. Die Auswahl erfolgt nur nach dem symbolischen Wert der Stätten für Europa, nicht aufgrund der Schönheit oder architektonischen Qualität. Zudem soll die pädagogische Dimension, insbesondere mit Blick auf junge Menschen, eine maßgebliche Rolle spielen.
Bereits nach früherem System ausgezeichnete Stätten können das alte Siegel behalten und sich zusätzlich um die Auszeichnung nach dem neuen Reglement bewerben. In diesem Fall müssen sie dann nach den geänderten Kriterien nochmals neu bewertet werden. Nicht ausgeschlossen wird, dass die Möglichkeit zur Teilnahme später auch auf Länder ausgeweitet wird, die zwar nicht Mitglied der EU sind, jedoch am EU-Programm „Kultur“ teilnehmen. Da die Schweiz nicht Mitglied der EU ist und auch nicht am Programm Kultur teilnimmt, kann sie sich – zumindest bis zur ersten Evaluierung der Maßnahme – nicht mehr an der EU-Initiative zum Kulturerbe-Siegel beteiligen.
Das neue Europäische Kulturerbe-Siegel soll nach Auffassung der EU-Kommission insbesondere:
- „zu einer besseren Kenntnis und einer größeren Verbundenheit der europäischen Bürger – und insbesondere auch der jungen Menschen – mit ihrem vielfältigen gemeinsamen Kulturerbe und ihrer Geschichte beitragen,
- die Werte der Demokratie und der Menschenrechte, auf denen das europäische Einigungswerk beruht, fördern,
- neben der nationalen Loyalität das Zugehörigkeitsgefühl zur Europäischen Union verstärken und die Bürger anregen, sich aktiv am europäischen Demokratieprozess zu beteiligen,
- zur wirtschaftlichen Attraktivität und zur nachhaltigen Entwicklung der Gebiete, insbesondere durch den Kulturtourismus, einen Beitrag leisten.“[9]

Der aus dem Programm Kultur der EU bestrittene finanzielle Aufwand soll auf die Betreuung und das Marketing des Siegels sowie die Unterstützung des Netzwerks begrenzt bleiben; eine finanzielle Beteiligung an der Restaurierung europäischer Kulturerbestätten ist nicht vorgesehen.
Die Beratungen zur inhaltlichen und finanziellen Umsetzung der EU-Initiative Kulturerbe-Siegel wurden mit der 2. Lesung im Europäischen Parlament am 16. November 2011 abgeschlossen. Mit Veröffentlichung im EU-Amtsblatt trat das Siegel zum 23. November 2011 offiziell in Kraft und wird seit 2013 verliehen. Die bisherige zwischenstaatliche Initiative ist mit dem Inkrafttreten der EU-Initiative abgeschlossen.
Das neue Logo des Europäischen Kulturerbe-Siegels wurde von der Europäischen Kommission Ende 2012 in einer Bürgerumfrage gesucht.

## Gemeinsames Europäisches Kulturerbe-Siegel seit 2013
Jeder der 27 EU-Mitgliedstaaten soll künftig alle zwei Jahre bis zu zwei Stätten für das Kulturerbe-Siegel vorschlagen dürfen. Eine europäische Jury aus 13 unabhängigen Experten wird die Vorschläge prüfen und jeweils maximal eine Stätte pro Mitgliedstaat auswählen. Die endgültige Zuerkennung erfolgt durch die EU-Kommission. Die Stätten, denen seit 2006 das Siegel unter dem alten Kultursiegel-Programm verliehen wurde, können sich für das neue Siegel erneut bewerben. Das Kulturerbe-Siegel soll bestehende Kulturerbe-Initiativen ergänzen, z. B. die UNESCO-Welterbe-Liste, die Repräsentative UNESCO-Liste des immateriellen Kulturerbes der Menschheit und die Initiative des Europarats (Kulturweg des Europarats). Doppelförderungen bestimmter Objekte sollen möglichst vermieden werden, so dass Objekte und Initiativen, die bereits in Kulturwegen des Europarats berücksichtigt werden, mit großer Wahrscheinlichkeit nicht das Europäische Kulturerbe-Siegel erhalten.

### Bisher ausgezeichnete Stätten nach dem aktuellen System

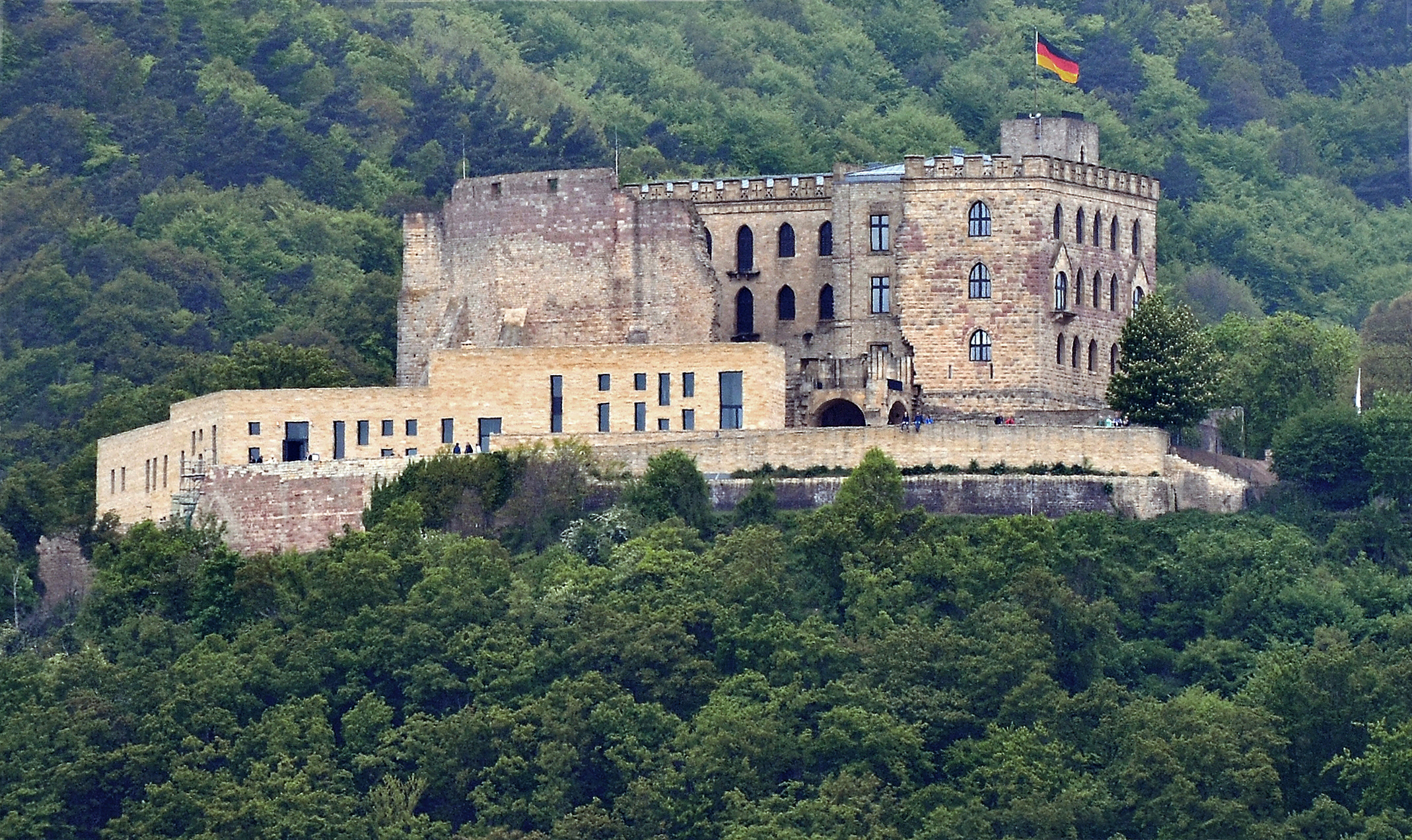
Hambacher Schloss, Deutschland

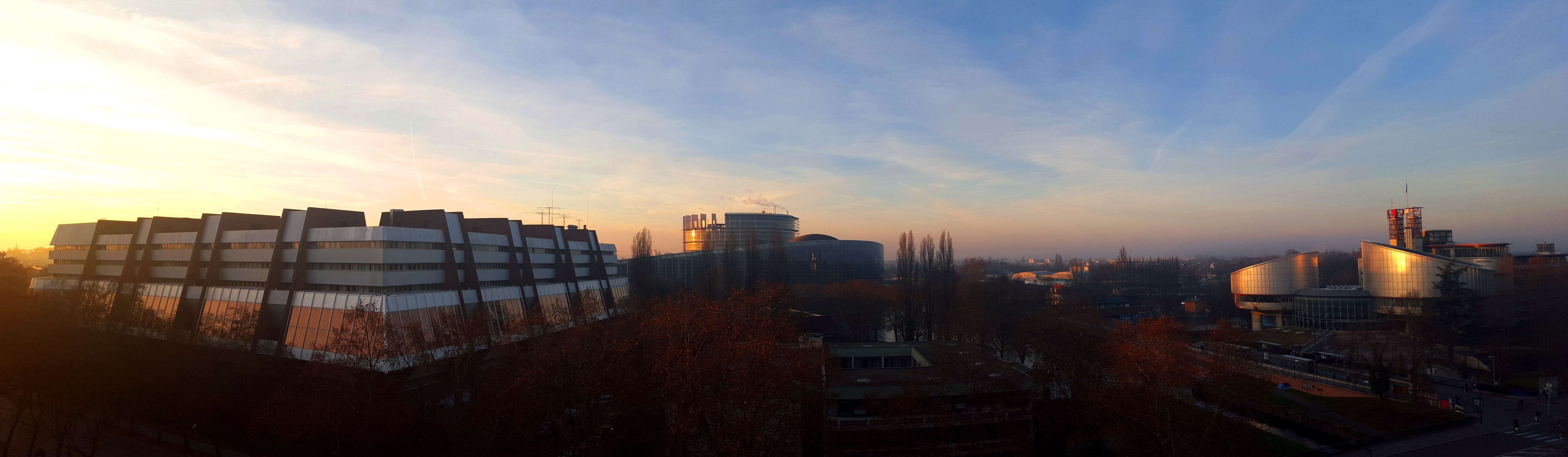
Europaviertel in Straßburg, Frankreich

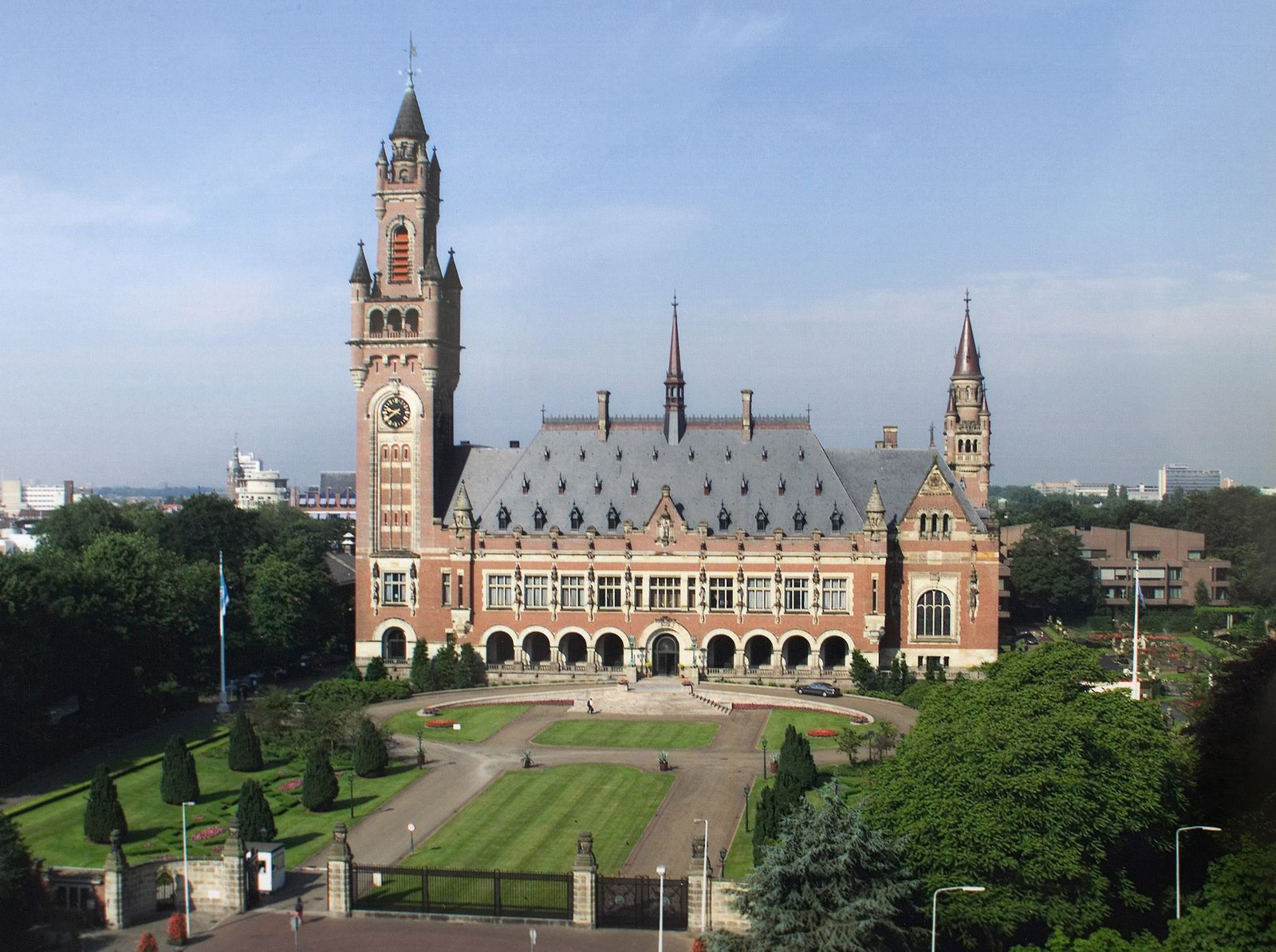
Friedenspalast in Den Haag, Niederlande

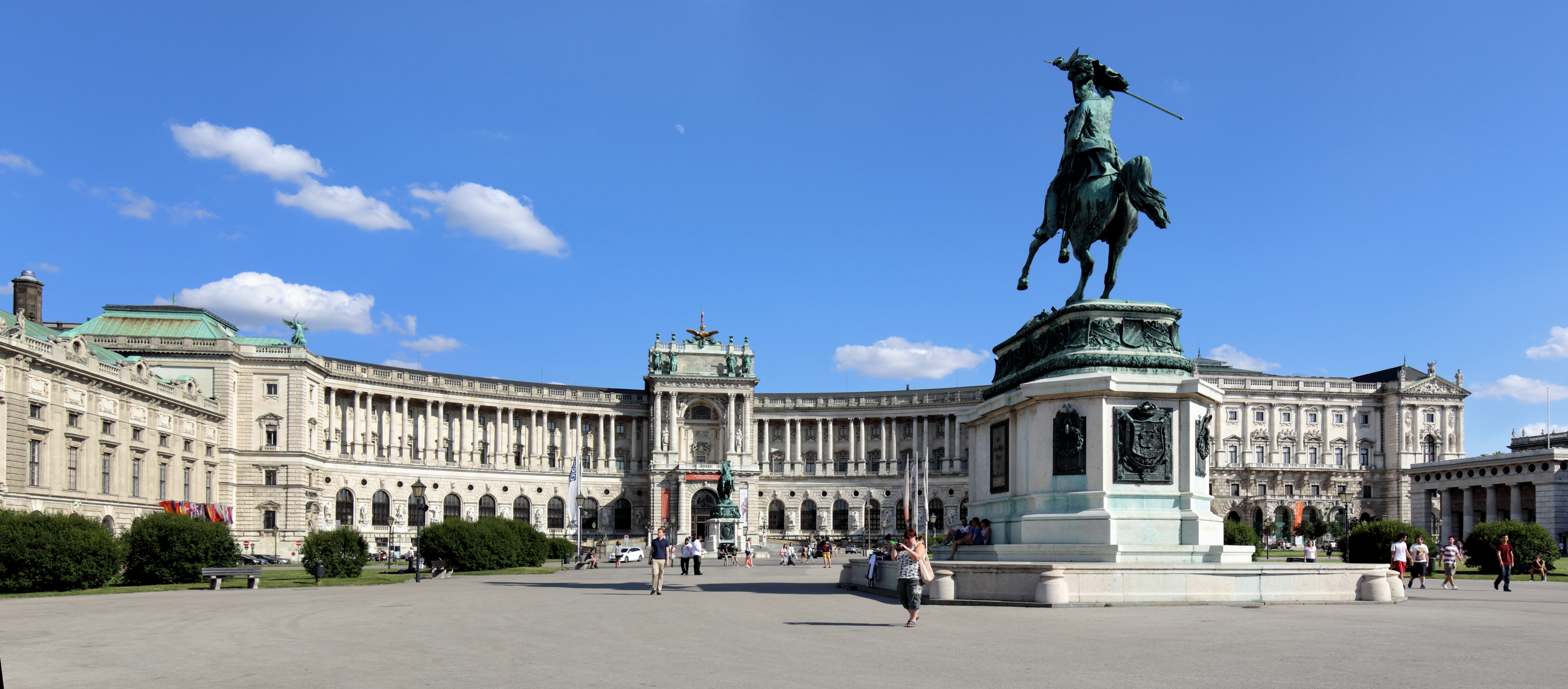
Hofburg in Wien, Österreich

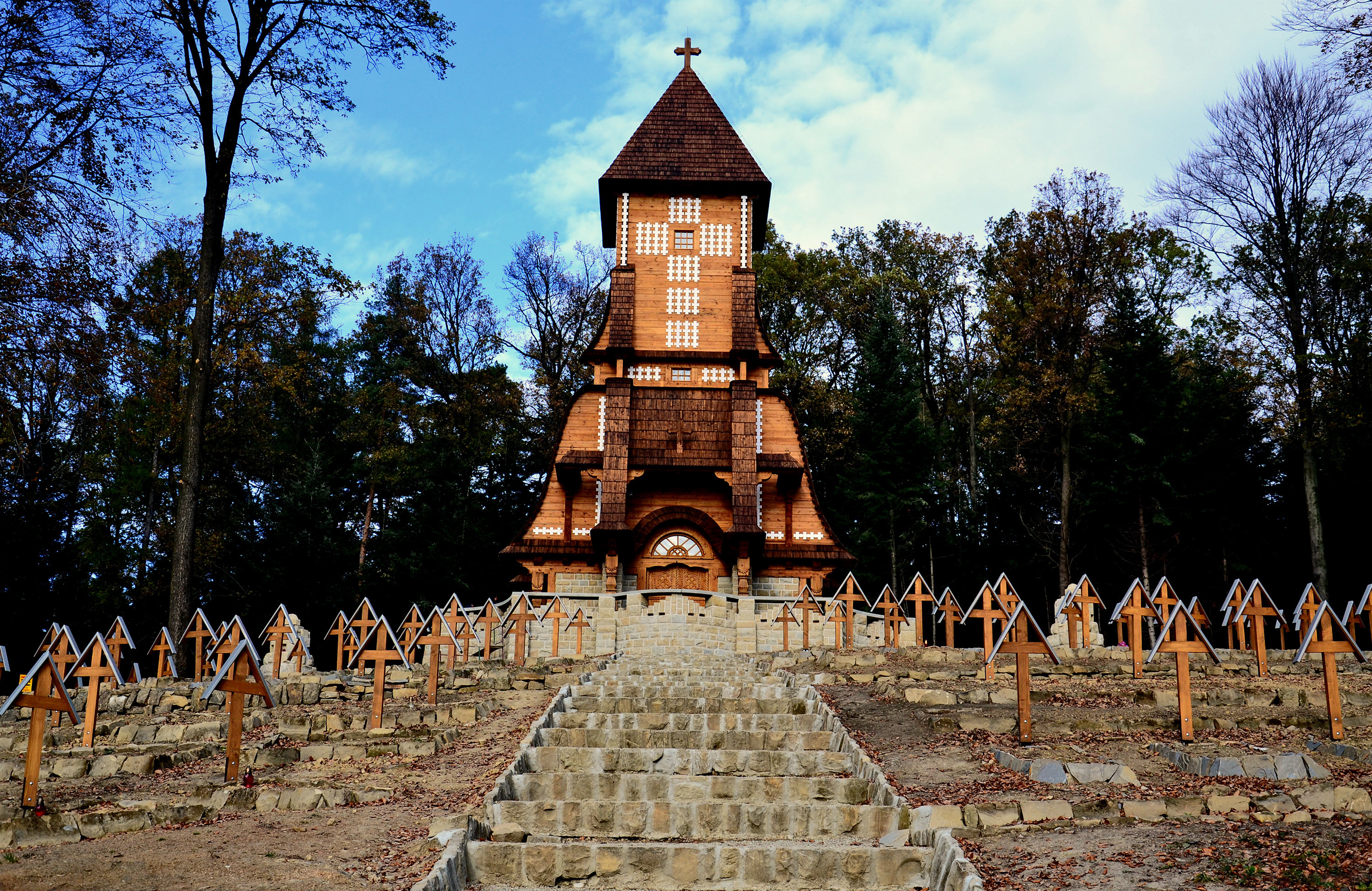
Kriegsfriedhof Nr. 123 in Łużna, Polen

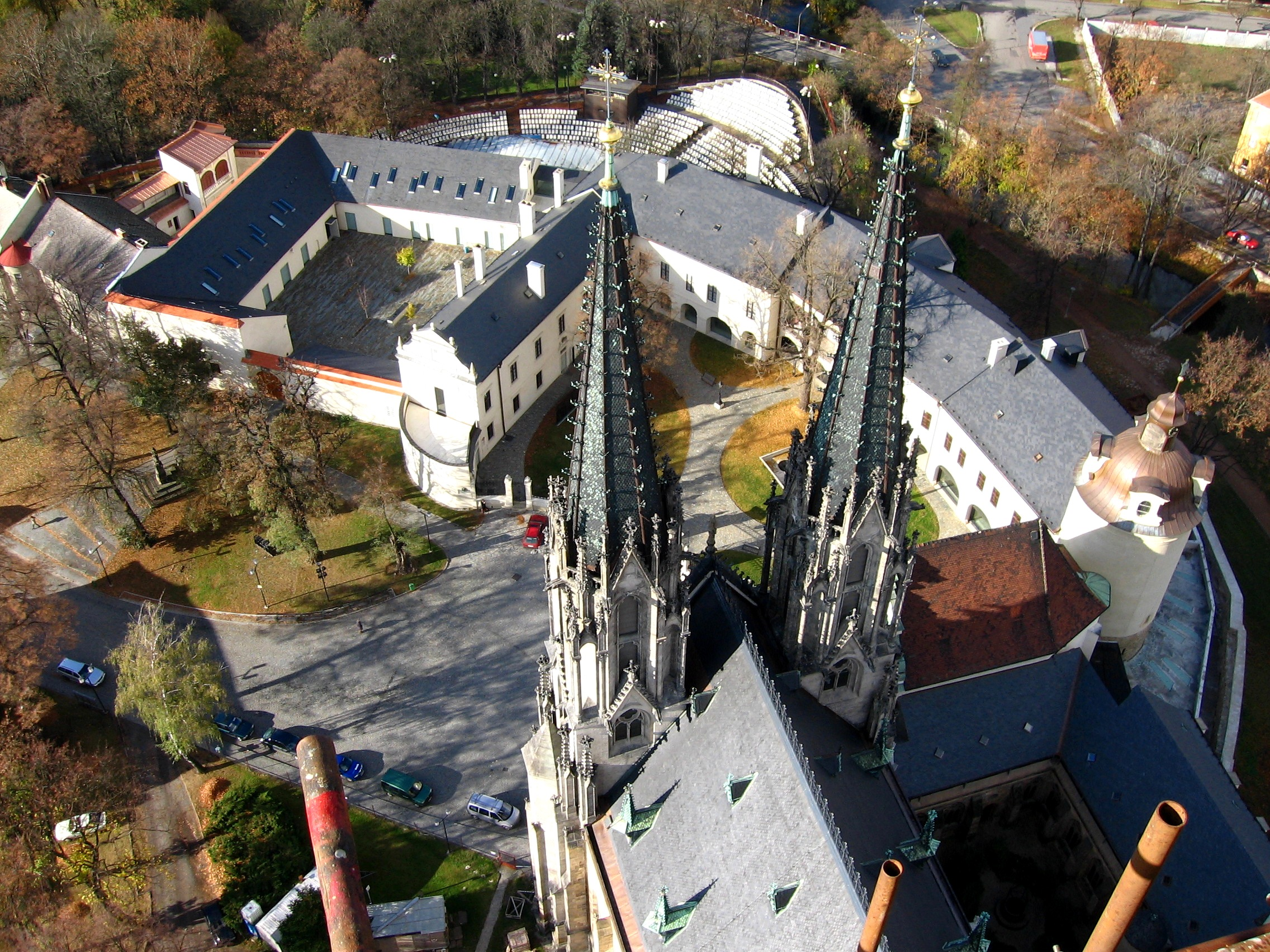
Přemyslidenburg und Erzdiözesanmuseum in Olmütz, Tschechien

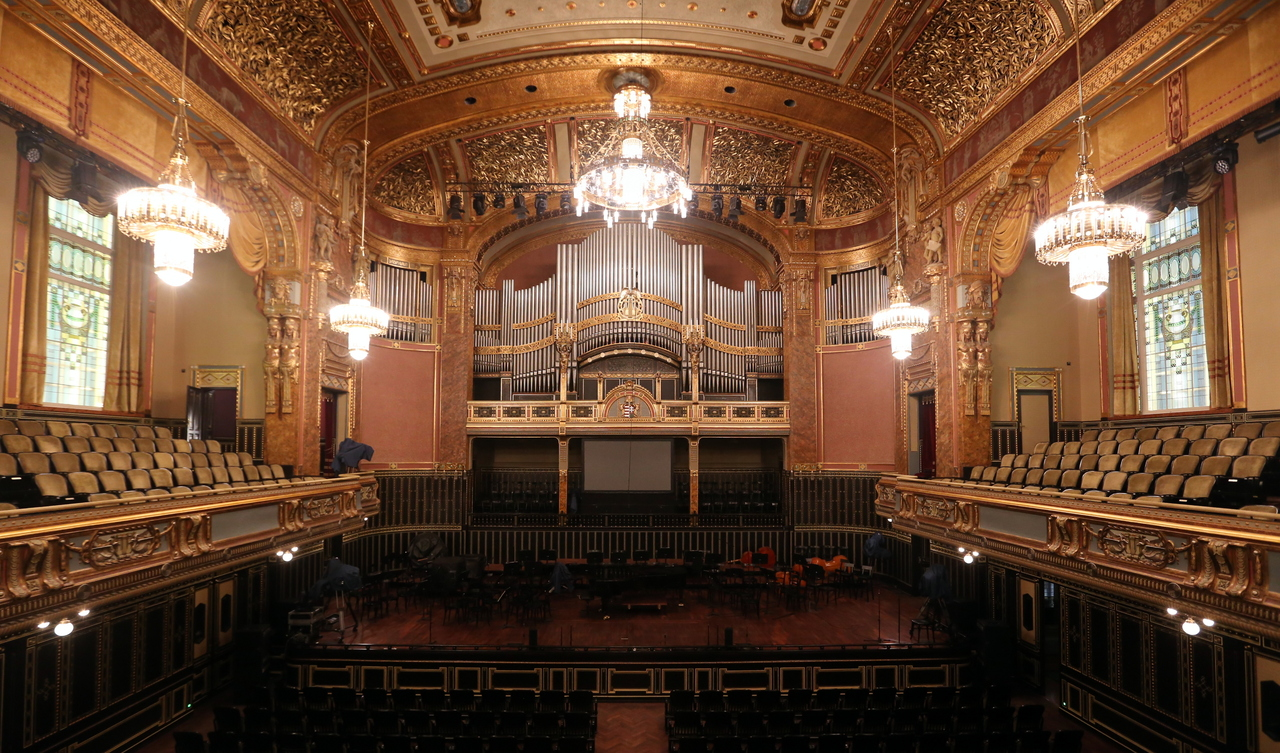
Großer Saal der Franz-Liszt-Musikakademie in Budapest, Ungarn

Stand: 20. April 2021. Quelle:

#### Belgien
- Armenkolonien der Maatschappij van Weldadigheid (Gesellschaft der Wohltätigkeit)
- Bergwerk Bois du Cazier
- Mundaneum, Mons

#### Deutschland
- Hambacher Schloss, Neustadt an der Weinstraße
- Kulturlandschaft Oderbruch (2022)
- Leipzig: Neun Stätten des musikalischen Erbes der Stadt seit dem 13. Jahrhundert
- Stätten des Westfälischen Friedens: Historisches Rathaus Münster und Rathaus Osnabrück
- Werkbundsiedlungen in Europa – Werkbundsiedlung Stuttgart

#### Estland
- Haus der Großen Gilde, Tallinn
- Historisches Ensemble der Universität Tartu

#### Frankreich
- Abtei Cluny, Burgund
- Europaviertel, Straßburg
- Ehemaliges Wohnhaus von Robert Schuman in Scy-Chazelles
- Gedenkstätte für Judenrettungen in Le Chambon-sur-Lignon während des Holocausts
- Konzentrationslager Natzweiler-Struthof im Elsass samt seiner Außenlager

#### Griechenland
- Kerngebiet der antiken Altstadt von Athen

#### Italien
- Museums-Geburtshaus von Alcide De Gasperi, Pieve Tesino
- Straßensperre Buco di Vela („Fort Cadine“) bei Trient
- Ausgrabungsstätte Ostia Antica bei Rom

#### Kroatien
- Neandertalerfundplatz Krapina

#### Lettland
- Gebäudeensemble Drei Brüder, Riga

#### Litauen
- Architektur und Kultur in Kaunas aus dem Zeitraum 1919–1940

#### Luxemburg
- Schengen als Unterzeichnungsort der Schengener Abkommen

#### Niederlande
- Armenkolonien der Maatschappij van Weldadigheid (Gesellschaft der Wohltätigkeit)
- Durchgangslager Westerbork
- Friedenspalast, Den Haag
- Vertrag von Maastricht

#### Österreich
- 2016: Archäologischer Park des Museum Carnuntinum
- 2018: Hofburg, Wien
- 2020: Werkbundsiedlungen in Europa – Werkbundsiedlung Wien
- 2024: Zisterziensische Kulturlandschaften, an denen Österreich mit dem Stift Rein bei Graz und der Abtei Zwettl in Niederösterreich beteiligt ist

#### Polen
- Gedenkstätte Internierungslager Lamsdorf
- Kriegsfriedhof Nr. 123, ehemalige Ostfront des Ersten Weltkriegs, Łużna
- Union von Lublin
- Verfassung vom 3. Mai 1791, Warschau
- Historisches Werftgelände in Danzig
- Werkbundsiedlungen in Europa – Werkbundsiedlung Breslau

#### Portugal
- Carta de Lei zur Abschaffung der Todesstrafe, Nationalarchiv Arquivo Nacional da Torre do Tombo, Lissabon
- Biblioteca Joanina, Coimbra
- Landzunge Ponta de Sagres, Sagres
- Das Unterwasserkulturerbe der Azoren

#### Rumänien
- Memorial Sighet

#### Slowenien
- Heiligengeistkirche Javorca
- Partisanenlazarett Franja
- Gedicht Zdravljica als Symbol der Völkerverständigung

#### Spanien
- Archiv der Krone von Aragonien, Barcelona
- Residencia de Estudiantes, Madrid

#### Tschechische Republik
- Přemyslidenburg und Erzdiözesanmuseum Olmütz
- Schloss Kynžvart
- Werkbundsiedlungen in Europa – Werkbundsiedlungen Brünn und Prag

#### Ungarn
- Franz-Liszt-Musikakademie, Budapest
- Gedenkpark Paneuropäisches Picknick bei Sopron
- Große Synagoge in der Dohánystraße, Budapest
- Lebendiges Kulturerbe von Szentendre

#### 2023
Für das Jahr 2023 wurden sieben von 16 in die engere Auswahl gekommenen Vorschlägen ausgezeichnet.
- Cisterscapes, eine länderübergreifende Website, die 17 „Klosterlandschaften“[14] des Zisterzienserordens in Deutschland (Altenberg, Bronnbach, Ebrach, Klosterlangheim, Loccum, Maulbronn, Pforta, Waldsassen), Österreich (Rein, Zwettl), Tschechien (Plasy, Velehrad, Vyšší Brod, Žďár nad Sázavou), Polen (Wągrowiec – Łekno) und Slowenien (Kostanjevica na Krki, Stična) verbindet.
- Kloster von Yuste, Spanien (es war im Jahr 2007 schon einmal, nach dem alten System, mit dem Kulturerbe-Siegel ausgezeichnet worden)
- Museum Ons’ Lieve Heer op Solder, Niederlande
- Königliches Puppentheater Toone, Belgien
- Kalevala, Nationalepos von Finnland
- Athenäum (Bukarest), Rumänien
- Sant’Anna di Stazzema, Italien

## Rolle Deutschlands
Ursprünglich nahm Deutschland an der zwischenstaatlichen Initiative nur als Beobachter teil, was sich jedoch 2009 änderte: Die Landeskonservatoren legten der für das Europäische Kulturerbe-Siegel zuständigen Kultusministerkonferenz der Länder im Februar 2009 eine Auswahl von sieben Themen bzw. Denkmalkomplexen für die weitere Diskussion vor und schlugen vor, davon vier als deutsche Nominierungen in die engere Wahl zu nehmen (nachstehend kursiv dargestellt):
- das Erbe der Zisterzienser
- der Bremer Dom (immaterielles Erbe; Geschichtsschreibung als immaterielles Kulturerbe / Schnittstelle zu den Zisterziensern vorhanden);
- Stätten und Denkmale des Westfälischen Friedens in Münster und Osnabrück
- Erbe der Migration
- Bäderarchitektur und Kurorte
- Berliner Mauer und das europäische Erbe des Eisernen Vorhangs
- Stätten des Kalten Krieges in Europa (Verbindung mit immateriellem Erbe)

Im Juni 2009 beschloss der Kulturausschuss der Kultusministerkonferenz, den Ländern die Themen „Eiserner Vorhang“ und „Stätten der Reformation“ vorzuschlagen. Am 7. Mai 2010 gab darüber hinaus der Bundesrat eine Stellungnahme zu dem Vorschlag für eine EU-weite Initiative ab, die eine grundsätzliche Zustimmung mit einigen Forderungen beinhaltet. Seit Anfang Dezember 2010 ist Deutschland mit den beiden Vorschlägen der Länder der zwischenstaatlichen Initiative beigetreten. Die Federführung für das Netzwerk von Stätten zum Thema „Eiserner Vorhang“ liegt beim Land Berlin, diejenige für die „Stätten der Reformation“  beim Land Sachsen-Anhalt.
Von anderen Seiten sind weitere Stätten vorgeschlagen worden, darunter die Frankfurter Paulskirche. 2012 wurden die Lutherstädte Eisleben, Wittenberg und Mansfeld mit dem Europäischen Kulturerbe-Siegel nach dem alten System ausgezeichnet.
Die Deutsche Gesellschaft für Ur- und Frühgeschichte setzte sich im Mai 2009 für transparente Regeln bei der Vergabe des Kulturerbe-Siegels ein. Außerdem sollte die Vergabe an klare Bedingungen geknüpft sein und eine potenzielle Aberkennung des Siegels einschließen.

## Rolle Österreichs
Österreich hat sich an der zwischenstaatlichen Initiative nicht beteiligt. Am 2. Juni 2010 hat der EU-Unterausschuss des Nationalrates in Anwesenheit von Bundesministerin Claudia Schmied mit den Stimmen der Abgeordneten von SPÖ und ÖVP in einer Ausschussfeststellung den Vorschlag der EU-Kommission zur Umwandlung des Siegels in eine EU-Initiative im Grundsatz befürwortet. Es sei aber notwendig, die Definitionen und Kriterien für das geplante Siegel und das Verhältnis zu bereits existierenden Initiativen weiter zu präzisieren. Der Schwerpunkt solle zudem stärker auf der Vermittlung der europäischen Geschichte und Werte gegenüber Jugendlichen liegen. Das Siegel solle sich laut Schmied nicht allein auf die EU, sondern auf die Geschichte Gesamteuropas beziehen. Aus Gründen der Einheitlichkeit sei Österreich dagegen, den bereits ernannten Stätten den Titel ohne erneute Prüfung zu belassen. Die Bundesländer werden bei der Auswahl einbezogen.
Die Abgeordneten der Oppositionsparteien FPÖ, BZÖ und Grüne im EU-Unterausschuss lehnten den damaligen Vorschlag der EU-Kommission einhellig ab, unter anderem, weil er unnötige Bürokratie und Kosten verursache, weil die europäische Identität nicht künstlich mit einem Siegel erzeugt werden könne, sondern erst wachsen müsse und weil das Siegel eher zu Konkurrenz der Staaten und zu Beeinträchtigungen der Stätten durch Tourismus führen werde.
Mit Österreich hatten die Staaten Estland, Dänemark, Luxemburg und Niederlande die Möglichkeit maximal vier Kulturstätten zu nominieren. Alle diese Länder nahmen 2013 erstmals daran teil. Als Ergebnis wurde der Archäologiepark Carnuntum im Jahr 2014 als Kulturerbe durch die Europäische Kommission ernannt.